# 祖大樂
祖大樂（?—?），興城人，祖大壽之堂弟，明朝遼東將領。
祖氏兄弟世襲遼東都督，明朝崇禎時，總兵關外，是袁崇焕的部将。崇祯元年（天聪二年，1628年）七月二十五日，因长期拖欠粮饷，爆發寧遠兵變，寧城十三營俱亂，惟祖大樂一營不動。崇禎三年（天聰四年）五月九日，孫承宗督師，與祖可法、張弘謨等率兵攻打灤州。後又與祖寬一起鎮壓農民起義，盧象昇說：「援剿之兵，惟祖大樂、祖寬所統遼丁為最勁，殺賊亦最多」。與孫得功私交甚密，有降後金之志，隨洪承疇出關，松錦之戰兵敗被俘。崇祯十五年（1642年），皇太極希望祖大壽投降，便釋放祖大樂，送往錦州。大樂約卒於清初之際。今興城延輝街仍有祖大樂的旌功牌坊，建於明崇禎十一年（1638年），赭色石料製成。